# Chevrolet Series AA
Chevrolet Series AA – samochód osobowy wyprodukowany pod amerykańską marką Chevrolet w 1927 roku.

## Galeria

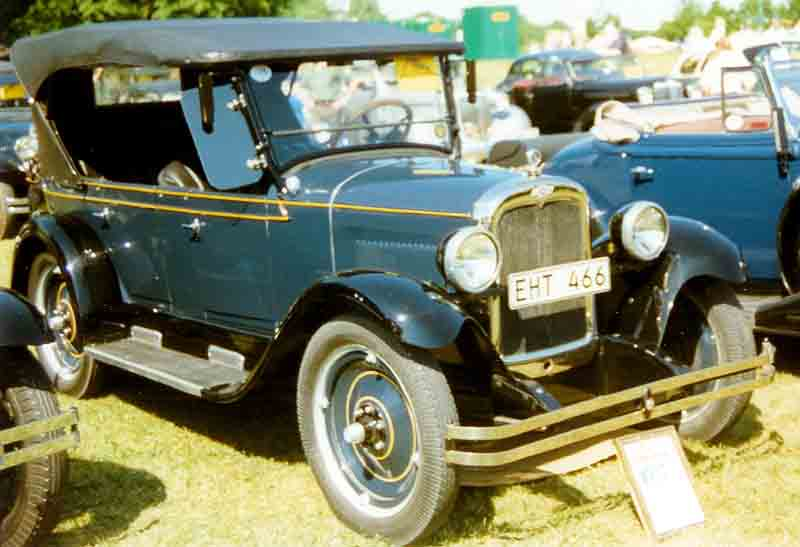
Chevrolet Series AA Touring
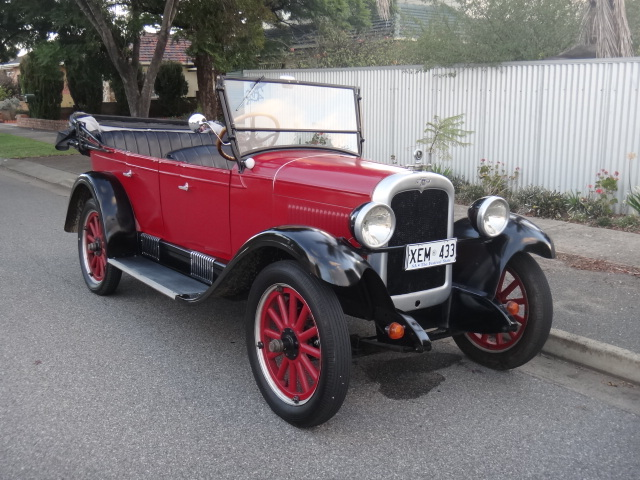
Chevrolet Series AA Cabriolet